# Записки юного врача (фильм)
«Записки юного врача» — советский художественный фильм, снятый в 1991 году режиссёром Михаилом Якженом по мотивам некоторых рассказов из одноимённого сборника Михаила Булгакова («Полотенце с петухом», «Стальное горло», «Тьма египетская», «Вьюга», «Морфий»).

## Сюжет
Пролог. Прифронтовой участок Первой мировой. Некий санитар пробирается через болото в поисках раненых…
Россия. 1914 год. Недавно окончившие университет Владимир Бомгард и его однокурсник Сергей Поляков добираются до мест своей службы. Больница, в которую попал Бомгард, содержится в порядке усилиями ушедшего на фронт предыдущего врача Леопольда Леопольдовича и прочего персонала. При помощи повидавшего виды за 30 лет фельдшера Демьяна Лукича, Бомгард набирается практического опыта и постепенно привыкает к жизни в захолустье. Его коллеге Полякову это удаётся меньше, и от тоски он делается морфинистом, а потом и вовсе стреляется.
Бомгард в 1917 году отправляется на войну. Вероятно, именно его мы видим в повторяющихся в финале фильма кадрах из пролога.

## В ролях
- Андрей Никитинских — Бомгард
- Александр Маслов — Поляков
- Елена Кучеренко — Анна
- Ольга Онищенко — Настя
- Августин Милованов — Демьян Лукич
- Раиса Рязанова — Пелагея Ивановна
- Эдуард Горячий — Егорыч
- Лариса Громова
- Никита Теплоухов
- Геннадий Мелехин
- Александр Ткаченок
- Александр Жданович — жених
- Вера Кавалерова
- Николай Прудников
- Татьяна Бовкалова — мать заболевшей девочки
- Инга Доронина-Сыромятникова эпизод (в титрах И.Доронина)
- Александр Брухацкий
- Ольга Ипполитова — пациентка, просившая капли
- Николай Лунин
- Юля Теплоухова
- Татьяна Назарова
- Ирина Громова

## Съёмочная группа
- Режиссёр-постановщик: Михаил Якжен
- Сценаристы: Ольга Кравченко, Игорь Коловский
- Оператор-постановщик: Пётр Кривостаненко
- Композитор: Александр Ренанский
- Художник: Владимир Чернышёв
- Звукооператоры: С. Шункевич, Г. Дудников
- Редактор: М. Шелехов
- Режиссёр: И. Шалимова
- Оператор: С. Тимошенко
- Костюмы: Е. Курмаэ
- Грим: С. Михлина
- Монтаж: В. Ивановская
- Декоратор: А. Белятко
- Комбинированные съёмки: оператор В. Кужелко, художник О. Мирошникова
- Ассистенты: режиссёра О. Федоренко, И. Алешкевич
  - оператора В. Сердюк
  - художника: Д. Волчек, Т. Морозова
  - монтажёра В. Анищук
- Пиротехник: Э. Чижов
- Административная группа: А. Корогодов, Н. Иванов
- Директор: Владимир Зайченко